# Collegio elettorale di Savignano sul Rubicone (Camera dei deputati)
Il collegio di Savignano sul Rubicone fu un collegio elettorale uninominale della Repubblica Italiana per l'elezione della Camera dei deputati. Apparteneva alla circoscrizione Emilia-Romagna e fu utilizzato per eleggere un deputato nella XII, XIII e XIV legislatura.
Venne istituito nel 1993 con la cosiddetta Legge Mattarella (Legge n. 277, Nuove norme per l'elezione della Camera dei deputati), attuata in seguito al referendum abrogativo del 1993. La legge istituì per la Camera dei deputati e per il Senato della Repubblica un sistema di elezione misto, in parte maggioritario e in parte proporzionale. Il 75% dei parlamentari dell'assemblea veniva eletto in collegi uninominali tramite sistema maggioritario a turno unico; il restante 25% alla Camera veniva eletto tramite sistema proporzionale con liste bloccate.
Il collegio venne abolito insieme a tutti gli altri che costituivano la Camera con la promulgazione della legge elettorale successiva, la cosiddetta Legge Calderoli. Questa prevedeva un sistema proporzionale con premio di maggioranza, che alla Camera veniva attribuito a livello nazionale.

## Territorio
Il collegio di Savignano sul Rubicone era uno dei 32 collegi uninominali in cui era suddivisa l'Emilia-Romagna e, come previsto dal D.Lgs. del 20 dicembre 1993 n. 536, era interamente compreso nella provincia di Forlì-Cesena e comprendeva i seguenti comuni: Bagno di Romagna, Bertinoro, Borghi, Castrocaro Terme e Terra del Sole, Civitella di Romagna, Dovadola, Galeata, Gambettola, Longiano, Meldola, Mercato Saraceno, Modigliana, Montiano, Portico e San Benedetto, Predappio, Premilcuore, Rocca San Casciano, Roncofreddo, San Mauro Pascoli, Santa Sofia, Sarsina, Savignano sul Rubicone, Sogliano al Rubicone, Tredozio e Verghereto.

## Eletti
| Elezione | Elezione | Deputato      | Partito           |
| -------- | -------- | ------------- | ----------------- |
|          | 1994     | Denis Ugolini | Progressisti (AD) |
|          | 1996     | Valter Bielli | L'Ulivo (PDS/DS)  |
| 2001     |          | Valter Bielli | L'Ulivo (PDS/DS)  |

## Dati elettorali

### XII legislatura

#### Risultati proporzionale
| Coalizioni        | Coalizioni                      | Liste                                 | Liste                              | Voti   | %     |
| ----------------- | ------------------------------- | ------------------------------------- | ---------------------------------- | ------ | ----- |
|                   | Progressisti                    |                                       | Partito Democratico della Sinistra | 28.920 | 33,98 |
|                   | Progressisti                    | Rifondazione Comunista                | 6.478                              | 7,61   |       |
|                   | Progressisti                    | Partito Socialista Italiano           | 2.066                              | 2,43   |       |
|                   | Progressisti                    | Federazione dei Verdi                 | 1.690                              | 1,99   |       |
|                   | Progressisti                    | Alleanza Democratica                  | 1.116                              | 1,31   |       |
|                   | Progressisti                    | Movimento per la Democrazia - La Rete | 436                                | 0,51   |       |
| Totale coalizione | Totale coalizione               | 40.706                                | 47,83                              |        |       |
|                   | Patto per l'Italia              |                                       | Partito Popolare Italiano          | 11.651 | 13,69 |
|                   | Patto per l'Italia              | Patto Segni                           | 4.893                              | 5,75   |       |
| Totale coalizione | Totale coalizione               | 16.544                                | 19,44                              |        |       |
|                   | Polo delle Libertà              |                                       | Forza Italia                       | 13.110 | 15,40 |
|                   | Polo delle Libertà              | Lega Nord                             | 2.997                              | 3,52   |       |
| Totale coalizione | Totale coalizione               | 16.107                                | 18,92                              |        |       |
|                   | Alleanza Nazionale              | Alleanza Nazionale                    | Alleanza Nazionale                 | 8.704  | 10,23 |
|                   | Lista Pannella                  | Lista Pannella                        | Lista Pannella                     | 2.457  | 2,89  |
|                   | Socialdemocrazia per le Libertà | Socialdemocrazia per le Libertà       | Socialdemocrazia per le Libertà    | 301    | 0,35  |
|                   | Partito Democratico             | Partito Democratico                   | Partito Democratico                | 301    | 0,35  |
| Totale            | Totale                          | Totale                                | Totale                             | 85.120 |       |

#### Risultati uninominale
|                               | Denis Ugolini ✔️ Eletto | Progressisti                             | 39 299 | 47,07 |  |  |  |  |  |
|                               | Giuseppe Mioni          | Polo delle Libertà (FI - LN - CCD - UDC) | 19 006 | 22,76 |  |  |  |  |  |
|                               | Roberto Pinza           | Patto per l'Italia                       | 16 734 | 20,04 |  |  |  |  |  |
|                               | Rotilio Biserna         | Alleanza Nazionale                       | 8 459  | 10,13 |  |  |  |  |  |
| Totale                        | Totale                  | Totale                                   | 83 498 | 100   |  |  |  |  |  |
|                               |                         |                                          |        |       |  |  |  |  |  |
| Fonte: Ministero dell'interno |                         |                                          |        |       |  |  |  |  |  |

### XIII legislatura

#### Risultati proporzionale
| Coalizioni        | Coalizioni                         | Liste                                     | Liste                              | Voti   | %     |
| ----------------- | ---------------------------------- | ----------------------------------------- | ---------------------------------- | ------ | ----- |
|                   | L'Ulivo                            |                                           | Partito Democratico della Sinistra | 28.216 | 33,54 |
|                   | L'Ulivo                            | Popolari per Prodi (PPI-SVP-PRI-UD-Prodi) | 7.255                              | 8,62   |       |
|                   | L'Ulivo                            | Rinnovamento Italiano                     | 2.950                              | 3,51   |       |
|                   | L'Ulivo                            | Federazione dei Verdi                     | 1.705                              | 2,03   |       |
| Totale coalizione | Totale coalizione                  | 40.126                                    | 47,70                              |        |       |
|                   | Polo per le Libertà                |                                           | Forza Italia                       | 13.133 | 15,61 |
|                   | Polo per le Libertà                | Alleanza Nazionale                        | 10.984                             | 13,06  |       |
|                   | Polo per le Libertà                | CCD-CDU                                   | 5.548                              | 6,60   |       |
| Totale coalizione | Totale coalizione                  | 29.665                                    | 35,27                              |        |       |
|                   | Progressisti                       |                                           | Rifondazione Comunista             | 7.796  | 9,27  |
|                   | Lega Nord                          | Lega Nord                                 | Lega Nord                          | 4.012  | 4,77  |
|                   | Lista Pannella - Sgarbi            | Lista Pannella - Sgarbi                   | Lista Pannella - Sgarbi            | 1.441  | 1,71  |
|                   | Nuova Democrazia                   | Nuova Democrazia                          | Nuova Democrazia                   | 635    | 0,75  |
|                   | Movimento Sociale Fiamma Tricolore | Movimento Sociale Fiamma Tricolore        | Movimento Sociale Fiamma Tricolore | 444    | 0,53  |
| Totale            | Totale                             | Totale                                    | Totale                             | 84.119 |       |

#### Risultati uninominale
|                               | Valter Bielli ✔️ Eletto | L'Ulivo             | 47 648 | 57,55 |  |  |  |  |  |
|                               | Giancarlo Valenti       | Polo per le Libertà | 28 796 | 34,78 |  |  |  |  |  |
|                               | Gigetto Agostini        | Lega Nord           | 4 835  | 5,84  |  |  |  |  |  |
|                               | Daniele Bertaccini      | Nuova Democrazia    | 1 518  | 1,83  |  |  |  |  |  |
| Totale                        | Totale                  | Totale              | 82 797 | 100   |  |  |  |  |  |
|                               |                         |                     |        |       |  |  |  |  |  |
| Fonte: Ministero dell'interno |                         |                     |        |       |  |  |  |  |  |

### XIV legislatura

#### Risultati proporzionale
| Coalizioni        | Coalizioni              | Liste                                 | Liste                   | Voti   | %     |
| ----------------- | ----------------------- | ------------------------------------- | ----------------------- | ------ | ----- |
|                   | L'Ulivo                 |                                       | Democratici di Sinistra | 21.337 | 25,27 |
|                   | L'Ulivo                 | La Margherita (Dem - PPI - RI- UDEUR) | 13.362                  | 15,82  |       |
|                   | L'Ulivo                 | Il Girasole (FdV - SDI)               | 1.658                   | 1,96   |       |
|                   | L'Ulivo                 | Comunisti Italiani                    | 1.386                   | 1,64   |       |
| Totale coalizione | Totale coalizione       | 37.743                                | 44,69                   |        |       |
|                   | Casa delle Libertà      |                                       | Forza Italia            | 21.348 | 25,28 |
|                   | Casa delle Libertà      | Alleanza Nazionale                    | 9.665                   | 11,45  |       |
|                   | Casa delle Libertà      | CCD-CDU                               | 2.574                   | 3,05   |       |
|                   | Casa delle Libertà      | Lega Nord                             | 1.714                   | 2,03   |       |
|                   | Casa delle Libertà      | Nuovo PSI                             | 1.008                   | 1,19   |       |
| Totale coalizione | Totale coalizione       | 36.309                                | 43,00                   |        |       |
|                   | Rifondazione Comunista  | Rifondazione Comunista                | Rifondazione Comunista  | 5.135  | 6,08  |
|                   | Lista Di Pietro         | Lista Di Pietro                       | Lista Di Pietro         | 2.467  | 2,92  |
|                   | Lista Pannella - Bonino | Lista Pannella - Bonino               | Lista Pannella - Bonino | 1.596  | 1,89  |
|                   | Democrazia Europea      | Democrazia Europea                    | Democrazia Europea      | 1.046  | 1,24  |
|                   | Paese nuovo             | Paese nuovo                           | Paese nuovo             | 100    | 0,12  |
|                   | Abolizione scorporo     | Abolizione scorporo                   | Abolizione scorporo     | 46     | 0,05  |
| Totale            | Totale                  | Totale                                | Totale                  | 84.442 |       |

#### Risultati uninominale
|                               | Valter Bielli ✔️ Eletto | L'Ulivo            | 45 724 | 54,84 |  |  |  |  |  |
|                               | Giancarlo Valenti       | Casa delle Libertà | 34 177 | 40,99 |  |  |  |  |  |
|                               | Candido Bucci           | Democrazia Europea | 3 480  | 4,17  |  |  |  |  |  |
| Totale                        | Totale                  | Totale             | 83 381 | 100   |  |  |  |  |  |
|                               |                         |                    |        |       |  |  |  |  |  |
| Fonte: Ministero dell'interno |                         |                    |        |       |  |  |  |  |  |